# Jezabel Carpi
Pour les articles homonymes, voir Carpi (homonymie).
 (mai 2017).
Si vous disposez d'ouvrages ou d'articles de référence ou si vous connaissez des sites web de qualité traitant du thème abordé ici, merci de compléter l'article en donnant les références utiles à sa vérifiabilité et en les liant à la section « Notes et références ».

Jezabel Carpi et Noël Herpe dans "La Tour de Nesle"

Jezabel Carpi est une actrice française.
Elle est principalement connue pour le rôle de Jezabel, la jeune femme délurée et émancipée héroïne de La Nuit porte-jarretelles (1985). Elle est ensuite devenue un visage familier des séries et téléfilms français, avant de faire un retour remarqué dans “La Tour de Nesle” de Noël Herpe (2021).
Elle pose pour Lui en avril 1985 à l'occasion de la sortie de La Nuit porte-jarretelles. En 1987, elle a écrit et réalisé un court métrage de fiction, Chair de poule, avec Mélodie Lorsac et Jean-Claude Vannier.

## Filmographie

### Cinéma
- 1985 : La Nuit porte-jarretelles de Virginie Thévenet : Jezabel
- 1986 : Je hais les acteurs de Gérard Krawczyk : Caroma
- 1986 : Suivez mon regard de Jean Curtelin
- 1986 : L'Unique de Jérôme Diamant-Berger : Aline
- 1988 : Les Pyramides bleues d'Arielle Dombasle : Pilgrim Sarah
- 1989 : Vol nuptial (Court métrage)
- 1996 : Le Fils de Gascogne de Pascal Aubier : elle-même
- 1998 : Sentimental Education de C.S. Leigh : Silvy
- 2001 : Tanguy d'Etienne Chatiliez : L'hôtesse à l'aéroport
- 2021 : La Tour de Nesle de Noël Herpe : Marguerite de Bourgogne

### Télévision
- 1986 : La Bague au doigt
- 1990 : La Légende de Joseph en Égypte : La femme de Putiphar
- 1998 : Marc Eliot : Sonia Belleville
- 1999 : Victoire, ou la Douleur des femmes : La femme qui a peur
- 1999 : Les Bœuf-carottes  - épisode 6 "Soupçons" : Laurence
- 2000 : Affaires familiales : La présidente : Brigitte Allier
- 2001 : L'Île bleue : L'hôtesse à l'aéroport
- 2004 : Nicolas au pays des âmes : Le docteur Françoise Hamel
- 2006 : Sois le meilleur : Mme Flumat
- 2012 : Des soucis et des hommes (série télévisée) : Mercedes